# Sa-Nur
Sa-Nur, též Sa Nur nebo Sanur (hebrejsky שָׂא נוּר‎, podle názvu nedaleké palestinské vesnice Sanur), byla izraelská osada na Západním břehu Jordánu v distriktu Judea a Samaří a v Oblastní radě Šomron, která byla roku 2005 vyklizena v rámci plánu jednostranného stažení. Sa-Nur se nacházela v nadmořské výšce cca 330 metrů v severovýchodní části Samařska a Samařské hornatiny, cca 13 kilometrů severozápadně od města Nábulus, cca 62 kilometrů severoseverozápadně od historického jádra Jeruzalému a cca 50 kilometrů severovýchodně od centra Tel Avivu. Vesnice Sa-Nur byla na dopravní síť Západního břehu Jordánu napojena pomocí silnice číslo 60 – hlavní severojižní dopravní osy Samařska, která probíhala v bezprostřední blízkosti osady. Sa-Nur byla izolovanou izraelskou osadou, obklopenou na všech stranách palestinskými sídly. Jedinou další izraelskou osadou v jejím okolí byla malá vesnice Chomeš cca 3 kilometry na jihu.

## Dějiny
Plocha osady Sa-Nur byla už na podzim 1977 osídlena izraelskými aktivisty, kteří se zde usadili poblíž staré policejní pevnosti. Původní jméno osady tehdy znělo Dotan. Provizorní zástavba tehdy sestávala z mobilních karavanů a stanů. Později získali tito osadníci povolení trvale se usadit na nedalekém místě, kde pak na základě rozhodnutí izraelské vlády z 28. srpna 1979 zřídili vesnici Mevo Dotan, do níž se stálí obyvatelé nastěhovali v červnu 1981. Do původní lokality mezitím přišla nová skupina sekulárních osadníků. Ti v roce 1983 založili nedaleko odtud dvě nové vesnice Kadim a Ganim. Od roku 1984 fungovala na místě pozdější osady Sa-Nur drobná umělecká kolonie, do které se nastěhovali zejména přistěhovalci z tehdejšího Sovětského svazu. V roce 1987 pak začal nový pokus o vytvoření plnohodnotné izraelské osady na tomto místě, které bylo tehdy oficiálně nazváno Sa-Nur. Žilo tu cca 15 rodin, přičemž výhledově se jich tu plánovalo usadit 80. Osada se ale nikdy populačně příliš nerozvinula. Během Druhé intifády byla vystavena častým útokům Palestinců a prohloubila se její izolace. Počátkem 21. století byla navíc obec Sa-Nur ponechána vně projektované Izraelské bezpečnostní bariéry, která měla v této oblasti sice proniknout hluboko do vnitrozemí Samařska, daleko za Zelenou linii, ale tyto izolované izraelské osady měla minout. V srpnu 2005 byl realizován plán jednostranného stažení prosazovaný vládou Ariela Šarona. V jeho rámci měli být z Pásma Gazy a ze severního Samařska staženi izraelští civilní osadníci. V severním Samařsku se to týkalo obcí Ganim, Kadim, Chomeš a Sa-Nur. Plán byl skutečně proveden a všechny čtyři vesnice byly opuštěny. Izraelská armáda si ovšem podržela kontrolu nad oblastmi těchto bývalých osad.

## Demografie
Obyvatelstvo Sa-Nur bylo v databázi Yesha popisováno jako smíšené, tedy složené ze sekulárních i nábožensky založených Izraelců. Vesnice trvale zůstala populačně nevýznamnou. Během Druhé intifády se navíc dostavil pokles počtu obyvatel, který byl ovšem těsně před zrušením osady vystřídán prudkým růstem. V roce 2001 se v obci usadilo i několik lubavičských chasidů. K 31. 12. 2004 zde žilo 112 obyvatel, během jediného roku 2004 se populace obce zvýšila o 103,6%.
| Rok            | 1999 | 2000 | 2001 | 2002 | 2003 | 2004 |
| -------------- | ---- | ---- | ---- | ---- | ---- | ---- |
| Počet obyvatel | 54   | 52   | 54   | 43   | 55   | 112  |